# Ariana Ince
Ariana Ince (ur. 14 marca 1989 w San Antonio) – amerykańska lekkoatletka specjalizująca się w rzucie oszczepem.
W 2017 bez powodzenia startowała w mistrzostwach świata. Zwycięstwo w rozgrywanych w 2018 roku w Toronto mistrzostwach strefy NACAC zapewniło jej prawo startu w igrzyskach panamerykańskich (2019) w Limie, podczas których zdobyła brąz. Odpadła w eliminacjach mistrzostw świata w Dosze.
Medalistka mistrzostw Stanów Zjednoczonych.
Rekord życiowy: 64,38 (11 września 2022, Zagrzeb).

## Osiągnięcia
| Rok  | Impreza                  | Miejsce   | Lokata            | Wynik |
| ---- | ------------------------ | --------- | ----------------- | ----- |
| 2017 | Mistrzostwa świata       | Londyn    | el. – 28. miejsce | 54,52 |
| 2018 | Mistrzostwa strefy NACAC | Toronto   | 1. miejsce        | 59,59 |
| 2019 | Igrzyska panamerykańskie | Lima      | 3. miejsce        | 62,32 |
| 2019 | Mecz Europa – USA        | Mińsk     | 5. miejsce        | 58,84 |
| 2019 | Mistrzostwa świata       | Doha      | el. – 15. miejsce | 60,44 |
| 2021 | Igrzyska olimpijskie     | Tokio     | el. – 27. miejsce | 54,98 |
| 2022 | Mistrzostwa świata       | Eugene    | el. – 18. miejsce | 57,24 |
| 2022 | Mistrzostwa NACAC        | Freeport  | 2. miejsce        | 59,69 |
| 2023 | Mistrzostwa świata       | Budapeszt | el. – 27. miejsce | 54,60 |